# Abarenicola
Abarenicola là một chi gium nhiều tơ thuộc họ Arenicolidae.
Các loài thuộc chi này có phạm vi phân bố toàn cầu.
Các loài:
- Abarenicola affinis (Ashworth, 1903)
- Abarenicola assimilis (Ehlers, 1897)
- Abarenicola brevior Wells, 1963
- Abarenicola claparedi (Levinsen, 1884)
- Abarenicola devia Wells, 1963
- Abarenicola gilchristi Wells, 1963
- Abarenicola haswelli Wells, 1963
- Abarenicola insularum Wells, 1963
- Abarenicola oceanica
- Abarenicola pacifica Healy & Wells, 1959
- Abarenicola pusilla (Quatrefages, 1866)